# Reducció de dimensionalitat
La reducció de dimensionalitat, o reducció de dimensió, és la transformació de dades d'un espai d'alta dimensió a un espai de baixa dimensió de manera que la representació de baixa dimensió conserva algunes propietats significatives de les dades originals, idealment properes a la seva dimensió intrínseca. Treballar en espais de grans dimensions pot ser indesitjable per moltes raons; Les dades en brut sovint són escasses com a conseqüència de la maledicció de la dimensionalitat, i l'anàlisi de les dades sol ser computacionalment intractable (difícil de controlar o tractar). La reducció de la dimensionalitat és habitual en camps que tracten un gran nombre d'observacions i/o un gran nombre de variables, com ara el processament del senyal, el reconeixement de la parla, la neuroinformàtica i la bioinformàtica.

A visual depiction of the resulting PCA projection for a set of 2D points.

Els mètodes es divideixen habitualment en enfocaments lineals i no lineals. Els enfocaments també es poden dividir en selecció de característiques i extracció de característiques. La reducció de la dimensionalitat es pot utilitzar per a la reducció del soroll, la visualització de dades, l'anàlisi de clúster o com a pas intermedi per facilitar altres anàlisis.

## Selecció de funcions
Els enfocaments de selecció de característiques intenten trobar un subconjunt de variables d'entrada (també anomenades característiques o atributs). Les tres estratègies són: l'estratègia de filtre (per exemple, guany d'informació), l'estratègia d'embolcall (per exemple, cerca guiada per la precisió) i l'estratègia incrustada (les característiques seleccionades s'afegeixen o s'eliminen mentre es construeix el model basant-se en errors de predicció).
L'anàlisi de dades com ara la regressió o la classificació es pot fer a l'espai reduït amb més precisió que a l'espai original.

## Projecció de funcions
La projecció de característiques (també anomenada extracció de característiques) transforma les dades de l'espai d'alta dimensió a un espai de menys dimensions. La transformació de dades pot ser lineal, com en l'anàlisi de components principals (PCA), però també existeixen moltes tècniques de reducció de dimensionalitat no lineal. Per a dades multidimensionals, la representació tensor es pot utilitzar en la reducció de la dimensionalitat mitjançant l'aprenentatge subespai multilineal.

## Aplicacions
Una tècnica de reducció de la dimensionalitat que de vegades s'utilitza en neurociència és les dimensions màximament informatives, que troba una representació de dimensions inferiors d'un conjunt de dades de manera que es preservi tanta informació com sigui possible sobre les dades originals.